# Convento de Balsamão
O Convento de Balsamão, também referido como Convento de Nossa Senhora de Balsamão e Santuário de Nossa Senhora de Balsamão, é um antigo convento da Congregação dos Padres Marianos da Imaculada Conceição e atual santuário, situado na freguesia de Chacim, no Município de Macedo de Cavaleiros, Distrito de Bragança, em Portugal.